# Piercing dell'ombelico

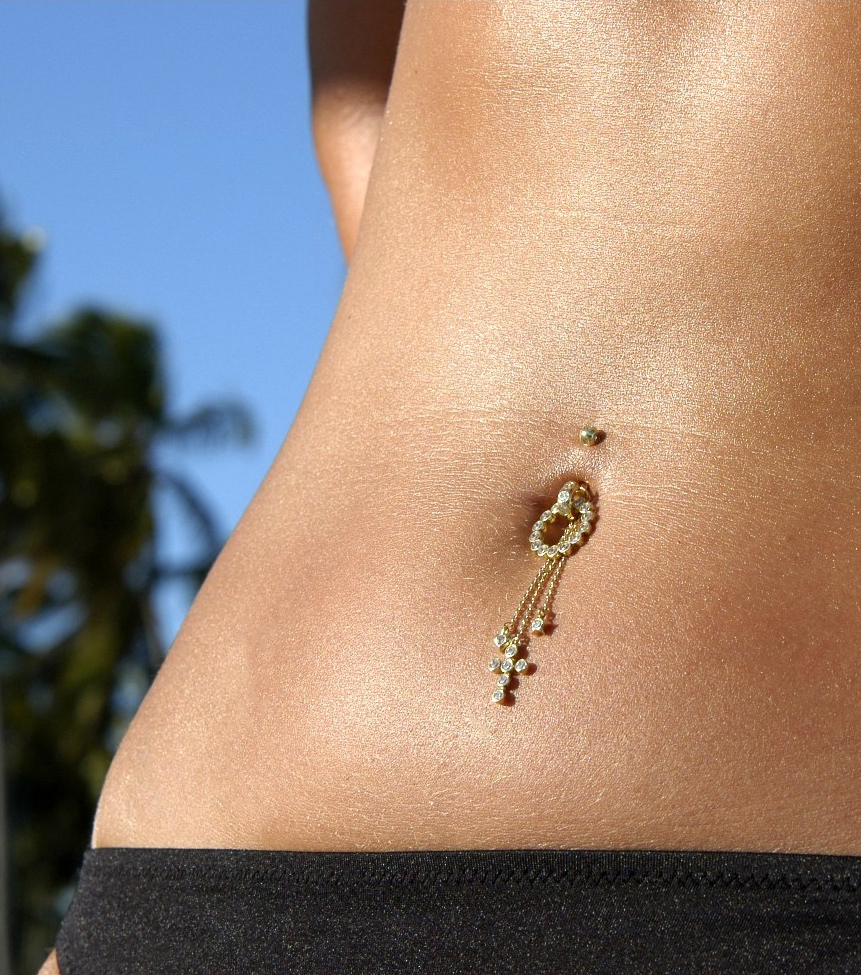
Piercing dell'ombelico

Il piercing dell'ombelico (navel piercing in inglese) è un tipo di piercing praticato sull'ombelico.

## Storia

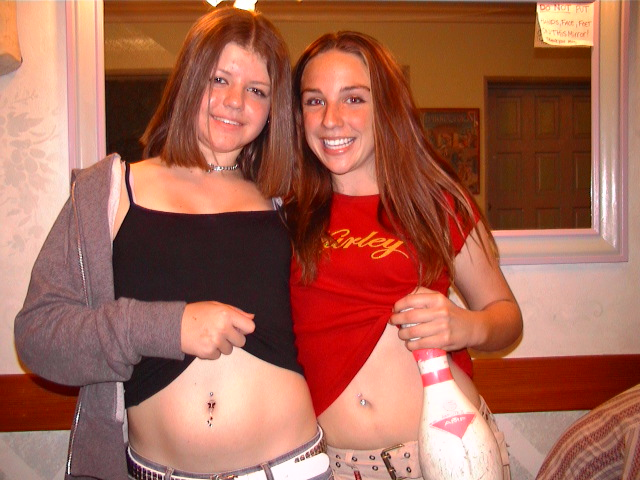
Due donne con piercing all'ombelico, 2004.

Le notizie concernenti la pratica del piercing dell'ombelico nella storia sono per lo più infondate e basate sul mito creato da Doug Malloy nel suo pamphlet Body & Genital Piercing in Brief. Secondo Malloy, infatti, il piercing dell'ombelico sarebbe stato in uso nell'Antico Egitto come pratica riservata alle classi aristocratiche quale segno del loro status sociale, leggenda in seguito largamente ripresa e diffusa. Altre fonti attestano infatti che non c'è nessun documento che possa attestare la pratica del piercing all'ombelico nella storia dell'umanità.
Al giorno d'oggi il piercing all'ombelico è una delle forme di piercing più comuni. La cultura pop ha giocato un importante ruolo nella diffusione di questo tipo di piercing. Il piercing dell'ombelico ha infatti riscosso ampio interesse nella cultura mainstream da quando la modella Christy Turlington lo ha esibito in una sfilata londinese nel 1993. La diffusione di tale pratica deve comunque molto anche al videoclip degli Aerosmith Cryin', sempre del 1993, nel quale l'attrice Alicia Silverstone si fa forare l'ombelico dal piercer Paul King. La facilità con cui è possibile nascondere questo tipo di piercing, anche durante il processo di guarigione, ha contribuito all'ampia diffusione della pratica.

## Procedura

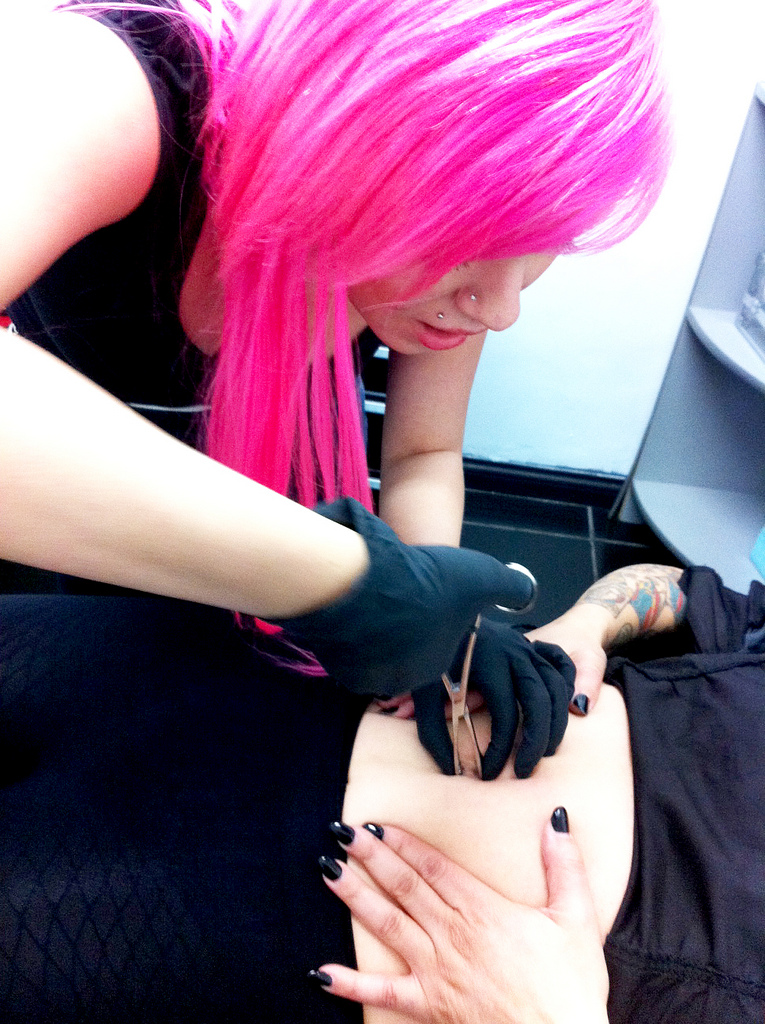
Donna con l'apposite pinze si prende l'estremità superiore dell'ombelico

Il piercing all'ombelico o piercing navel non ha una procedura molto lunga: circa 1 minuto, nel quale il piercer andrà a segnare due puntini sulla parte superiore dell'ombelico per evitare di inserire il piercing in modo scorretto. Poi con delle apposite pinze si prende l'estremità superiore dell'ombelico, si inserisce l'ago canula (generalmente di 1,5/2 millimetri) nell'estremità presa dalle pinze, si toglie l'ago e si lascia all'interno della pelle ormai forata la cannuccia, si inserisce il piercing nell'estremità della cannuccia bucata, si fa salire la cannuccia in modo da toglierla, si inserisce il piercing e in quel momento la cannuccia va tolta, poi si avvita la pallina per chiudere il piercing.

## Gioielleria
Per il piercing dell'ombelico viene usato preferibilmente un gioiello appositamente disegnato a tale scopo ed utilizzato solo per questo tipo di piercing. Si tratta di un perno ricurvo, derivato dal barbell, che prende il nome di bananabell, a causa della sua forma che ricorda vagamente una banana. Tale tipo di gioiello presenta le palline che lo bloccano di forma diversa: quella superiore è più piccola, rispetto a quella inferiore, che può talvolta presentare pietre dure o essere ornata con pendent. Molto più raramente viene utilizzato un anello, quale il captive bead ring o altro che assume il nome di belly ring.

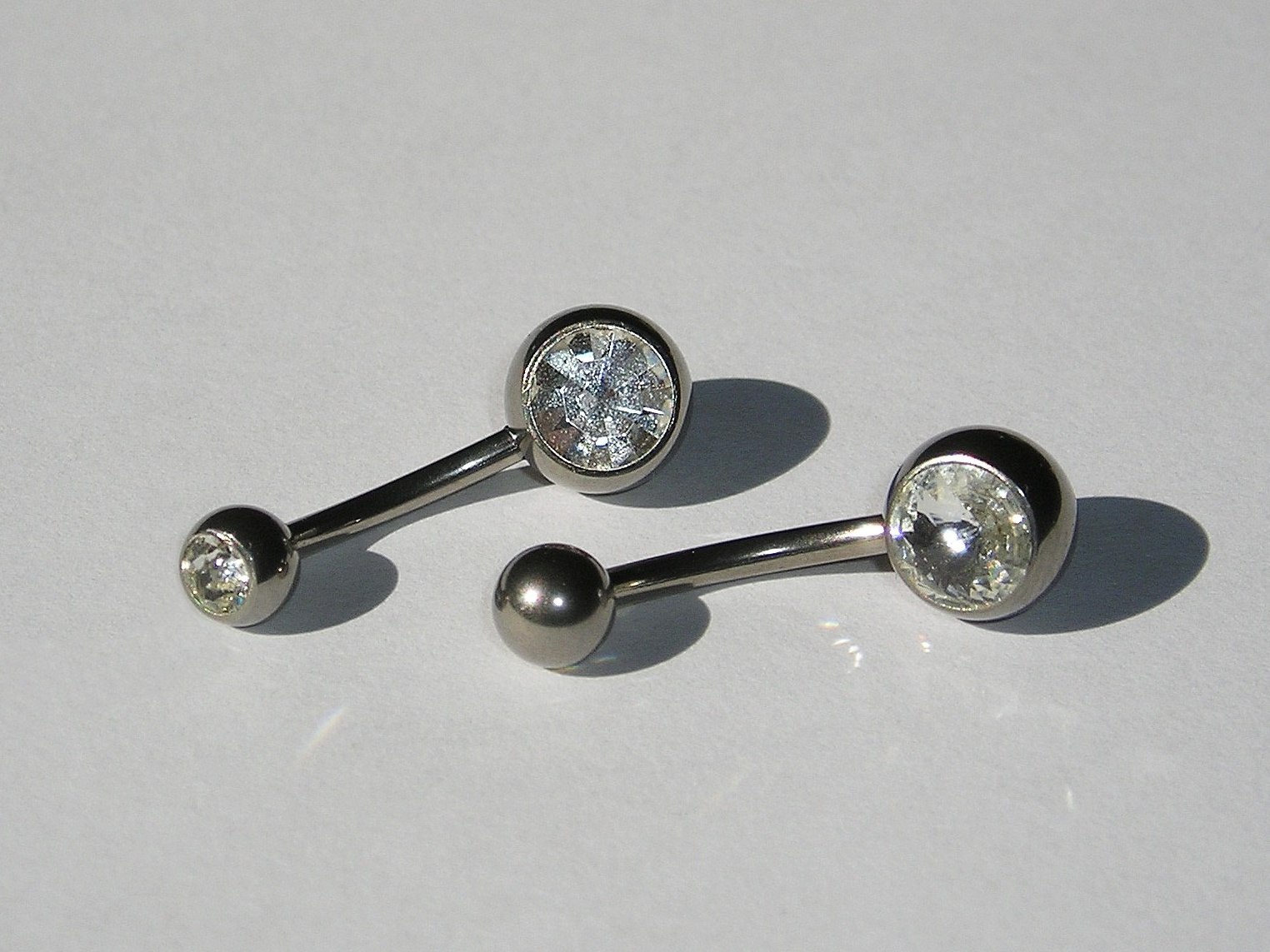
Tipici perni per piercing dell'ombelico denominati bananabell
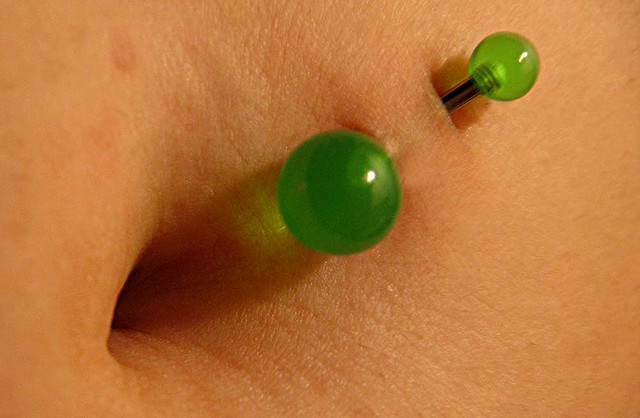
Bananabell
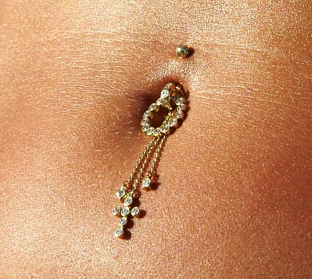
Bananabell con pendent
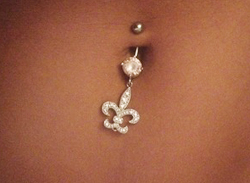
Altro bananabell con pendent
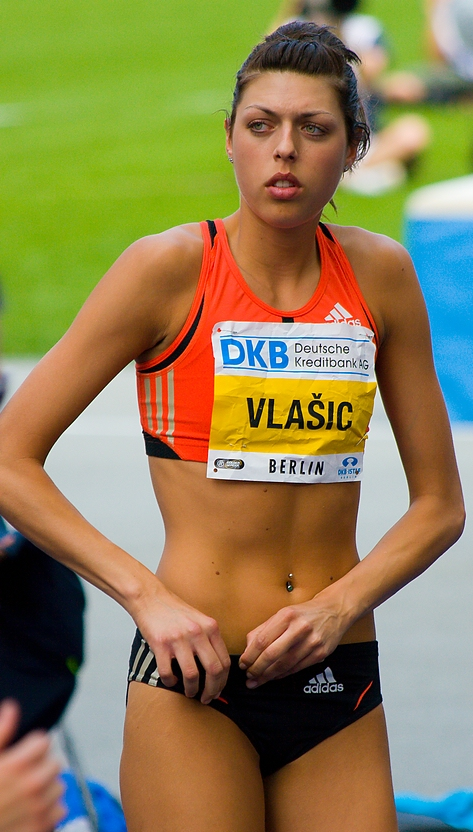
Piercing dell'ombelico del altista croata Blanka Vlašić